# Transición política
El concepto de transición política es un proceso de radical transformación de las reglas y de los mecanismos de la participación y de la competencia política, ya sea desde un régimen democrático hacia el autoritarismo, o también puede ser desde este hacia la democracia. En sentido estricto el concepto se aplica en torno al análisis del paso desde un régimen autoritario hacia uno poliárquico (Dahl:1961).
Desde una perspectiva general, el término de transición hace referencia a un proceso de cambio mediante el cual un régimen preexistente, político y/o económico, es reemplazado por otro, lo que conlleva la sustitución de los valores, normas, reglas de juego e instituciones asociadas a este por otros(as) diferentes (Santamaría:1982). Ello implica que las transiciones no siempre se circunscriben a transformaciones políticas, sino que también puedan afectar otros ámbitos. Así, y además de la esfera política, habría que referirse a la económica, institucional o a aquella otra que afecta a la organización del Estado, y cuya conjunción en algunos ámbitos espaciales ha sido caracterizada como de una revolución sin precedentes históricos.

## ¿Qué se entiende por transición política?
Durante las décadas de los años 60, 70 y 80 se dieron varios procesos de cambio político en Europa del sur, América Latina y Europa del Este que han hecho que politólogos como Schmitter, Karl, Pridham, Ostos, Dahl, O’Donnell y Alcántara comenzaran a estudiar las transiciones políticas, entendidas como un cambio de régimen (de régimen tradicional a régimen autoritario, de régimen tradicional a régimen democrático, de régimen autoritario a régimen democrático y de régimen democrático a régimen político). Régimen político hace referencia a los patrones que determinan las formas y canales de acceso a las posiciones gubernamentales, el tipo de actores que pueden ocupar estas posiciones y los recursos y estrategias legales para acceder a ellas. Transición es todo intervalo temporal que se extiende entre un régimen y otro, es decir, todo el periodo que incluye diversas fases; preparación, instauración e inicios de la consolidación. En este lapso las reglas del juego político no están bien definidas, de ahí los ajustes/acomodos mutuos entre los actores y sus respectivas estrategias (O’Donnell, 1998). Se producen cambios y transformaciones en el campo institucional y mutan los mecanismos de participación, el comportamiento político y las reglas del juego político. De igual modo, cuestiones económico-sociales y nacional-territoriales también cambian. Ejemplifiquemos la teoría con un caso práctico, el paso de un régimen autoritario a uno de carácter democrático. En un primer momento las instituciones y prácticas políticas que están en manos de una élite, progresivamente se van abriendo y se propulsa la participación ciudadana, en esta línea se discute el funcionamiento de las estructuras y las prácticas políticas recogidas en la Constitución (redactada en el proceso de transición). 
No existe una “teoría general” de las transiciones que pueda aplicarse en todos los casos, pues cada proceso es único, con grados y ritmos diferentes (Aguilera, 2009) y en el interfieren un número casi ilimitado de factores. Toda transición política está cargada de incertidumbre. Es difícil establecer relaciones unívocas de causalidad e imposible predecir con seguridad los cambios futuros (Dahl, 1976). La ambigüedad es otra característica más de los procesos de transición política pues se combinan elementos del anterior régimen y del que está en proceso de consolidación. 
Hay dos grandes modalidades genéricas de la transición: la reforma y la ruptura, en la práctica, predomina la primera ya que permite la negociación entre amplios sectores del gobierno, con intereses e ideologías muy diferentes.

## Procesos y dinámicas
Como ya se ha señalado la transición política es el periodo comprendido desde la crisis de un régimen hasta la instauración y consolidación de otro. No es cuestión sencilla fijar un momento de inicio y otro de final de la transición, Alcántara habla del “problema teórico del final de una transición”. Aun así varios politólogos expertos en la materia, han diferenciado diferentes fases en los procesos de transición política: 1) crisis del régimen autoritario, 2) decisión/instauración con la superación del régimen existente y 3) consolidación y persistencia (habituación) (Morlino, 1985; Alcántara, 1994; Shaim/Linz, 1995). 

### Crisis del régimen autoritario
Como sostiene Alcántara para entender esta fase y periodo de la transición política es relevante analizar el origen de este régimen, la coalición social o política que lo apoyaba, el grado de movilización, el nivel de institucionalización (entendiendo por tal aspectos relativos al liderazgo, a la existencia de oposición interna, a la estructura institucional y al nivel de control social y su incidencia en abusos contra los derechos humanos), la satisfacción de necesidades de los ciudadanos de orden social, económico y cultural, y la existencia de principios de legitimidad (Alcántara, 1992).
En este sentido también es muy importante considerar los grados de militarización del poder y la presencia de “caudillos”. En numerosas ocasiones la modernización del régimen es lo que provoca que caiga, ya que queda obsoleta la rigidez del régimen autoritario.
Aunque el inicio de las transiciones puede darse debido a factores externos al país, como la guerra, la ocupación o la presión del entorno (como ocurrió en Alemania y Japón tras 1945), lo más común es que ocurra por factores internos que se aceleran cuando los propios integrantes de la coalición dominante llegan a la conclusión de que ciertos cambios son indispensables, bien por agotamiento (Grecia, Argentina) o por el predominio de los “blandos” (España, Brasil) (Aguilera, 2006).

### Decisión/instauración con la superación del régimen existente
Esta es una fase crucial del proceso, durante su desarrollo se asientan las características del nuevo régimen y se fijan para evitar una involución. En el caso de una transición hacia la democracia, en ella se amplía la participación política, se asumen nuevos valores y se prefigura un sistema de partidos.

### Consolidación y persistencia
Fase última del proceso en la que culmina la transición. En este periodo se aprueban las nuevas formas políticas y se superan los cleavages tradicionales. No se trata de una cuestión banal el adoptar un régimen presidencialista o parlamentario, como tampoco lo es una estructura simple o compuesta. El parlamentarismo ayuda a la integración y al consenso y el proporcionalismo favorece pactos y coaliciones, tan importantes para la persistencia del régimen democrático.
	Puede mantenerse que el nuevo régimen político comienza a funcionar después de un período de incertidumbre. Este momento llega cuando: 1) problemas tradicionales han sido institucionalizados o procesados por el nuevo régimen; o 2) cuando las instituciones proveen la renovación de la élite política, total o parcial, confrontándose los gobernantes ante elecciones libres y competitivas. (Alcantara, 1992). En la práctica es el paso del tiempo el que consigue la aceptación general del nuevo régimen.

## Agentes
Para que una transición política se lleve a cabo es necesario la existencia sujetos que la realicen. Los actores disponen de un apreciable margen de acción por encima de los condicionamientos estructurales (Aguilera, 2006). Aquí encontramos las figuras más relevantes en estos procesos.

### Sociedad civil
La sociedad civil (conjunto de actores sociales, económicos y políticos organizados para la defensa y promoción de sus intereses) tiene mucha relevancia en el éxito o fracaso de la transición, dependiendo, sobre todo, de su implicación y movilización. En verdad pueden realizarse transiciones “desde arriba”, pero su éxito es más complicado, especialmente, por la falta de consenso. En este aspecto la existencia o no de cultura política y cívica en una sociedad es fundamental, ya que permitirá que el régimen autoritario sea visto negativamente, tanto por su ineficacia como por su ilegitimidad. 
	El arranque de una oleada de movilización puede contemplarse como una respuesta colectiva a la expansión generalizada de las oportunidades políticas, en la que los costes y los riesgos de la acción colectiva son menguados y se incrementan las ganancias potenciales (Tarrow, 1991).

### Las fuerzas armadas
El papel de las fuerzas armadas en los cambios de régimen estriba de dos aspectos: 1) su importancia dentro del régimen y 2) su intervención propiamente dicha en la transición. El ejército puede ayudar a mantener el régimen dictatorial o, por el contrario, favorecer su caída mediante presiones internas. Los militares pueden iniciar la apertura o desgajarse de un gobierno militar desprestigiado, entre otros.

### Los “duros” y los “blandos”
Dentro de la élite de un régimen dictatorial encontramos al sector de los “duros”, el cual aboga por la institucionalizar la dictadura y desea la perpetuación del régimen autoritario, y el de los “blandos”, que tiende a suavizar la dictadura pues cada vez es mayor su conciencia de que el régimen que contribuyeron a implantar, y en el cual por lo común ocupan cargos importantes, tendrá que recurrir en un futuro previsible a algún grado o forma de legitimación electoral y a conceder ciertas libertades (O’Donnel/Schmitter, 1991), su principal papel en la transición es la alianza y la realización de pactos con la oposición.

### La oposición
Cuando la transición se realiza fundamentalmente “desde abajo” es enorme el papel de la oposición, cuya función es elaborar mecanismos para elaborar estrategias adaptables a los escenarios de la transición.

### Los partidos políticos
Sirven para apañar las distintas tendencias de ideas de nuestra mente y de hobbis. Un grandisimo espectro de luz polarizada de partidos dextrogiros y levogicos ayuda a la formación del nuevo régimen, en especial si estos partidos son modernos y laikean al abla y al consenço.

### La situación internacional
La presión exterior, en términos de la presencia y sobreactuación de agentes o circunstancias internacionales, es la explicación fundamental de la transición política para algunos casos. La influencia externa puede contemplarse como una catálisis del cambio y sobrepasa a la mera presión exterior. La ola de democratización tiene un efecto de dominó de un país al otro, y, al mismo tiempo, el alineamiento y la relación con un patrón internacional significa un logro seguro del proceso de cambio. Por último, las actitudes de los países vecinos y de las superpotencias pueden acelerar las transformaciones políticas o incluso afectar su éxito (Alcántara, 1992).

### Los pactos
Los pactos y acuerdos también tienen un peso bastante grande en las transiciones, O’Donnel y Alcántara opinan que si bien no son indispensables si favorecen al desarrollo positivo y exitoso de las transiciones. Además esta vía evita el uso de la violencia, tanto por parte de los gobernantes autoritarios como por la oposición, lo que da unas perspectivas más favorables para el triunfo de la democracia. Los pactos entre las distintas fuerzas dotan a las transiciones de orden, seguridad y confianza.

## Tipos De Desenlace después de la "Transición"
Del mismo modo que no todas las transiciones se desarrollan de igual forma, los resultados de estas tampoco son exactamente igual en todos los casos. Las transiciones hacia la democracia pueden culminar con la consolidación de regímenes con un carácter más o menos democrático: 1) plena democracia; 2) democracia limitada; 3) democracia “protegida” y 4) híbridos (“dictablandas” y “democraduras”). (Alcántara, 2006).

### Plena democracia
Este tipo de democracia se caracteriza por la presencia de derechos y libertades efectivos, elecciones libres, pluralismo real y equilibrios constitucionales.

### Democracia limitada
Este caso se identifica por una coexistencia de normas autoritarias y democráticas.

### Democracia “protegida”
La coalición autoritaria sobrevive e impone condiciones.

### Híbridos
Para Leonardo Morlino, Regímenes híbridos son por consiguiente, todos aquellos regímenes precedidos por una experiencia autoritaria o tradicional, que experimenta un inicio de apertura, liberalización y parcial ruptura de la limitación del pluralismo. Esto significa que junto a viejos actores del régimen democrático anterior, pertenecientes a una coalición que ya no es dominante ni está cohesionada, ha surgido claramente las oposiciones, gracias también a una parcial y relativo respeto de los derechos civiles. Esas oposiciones son admitidas a participar en el proceso político, pero están sustancialmente excluidas de cualquier posibilidad de acceso al gobierno. Por lo tanto, existe más de un partido, uno de los cuales sigue siendo dominante –hegemónico en elecciones semi competitivas y a la vez se da un cierto grado de competición real entre los candidatos en el interior de aquel partido. Los otros partidos están poco organizados o son de reciente creación y con escaso electorado. Hay un grado mínimo de participación real, pero muy reducida y que suele estar limitada al período electoral. Con frecuencia, una ley electoral da una enorme ventaja en la distribución de escaños del partido dominante. Esto quiere decir que está ausente cualquier justificación del régimen y la represión policial.